# Мишъёган
Мишъёган (в верховье Ун-Мишъёган) (устар. Ун-Миш-Юган) — река в Шурышкарском районе Ямало-Ненецкого АО. Устье реки находится в 113 км по левому берегу реки Сыня. Длина реки 30 км. Левый приток — Ай-Мишъёган. Правый приток — Тутлеймсоим.

## Данные водного реестра
По данным государственного водного реестра России относится к Нижнеобскому бассейновому округу, водохозяйственный участок реки — Обь от впадения реки Северная Сосьва до города Салехард, речной подбассейн реки — бассейны притоков Оби ниже впадения Северной Сосьвы. Речной бассейн реки — (Нижняя) Обь от впадения Иртыша.